# República Socialista da União da Birmânia
Birmânia (Mianmar) esteve sob a ditadura militar de Ne Win de 1962 a 1988. Ne Win e seus aliados no Tatmadaw (exército birmanês) derrubaram o governo do primeiro-ministro U Nu em um golpe de estado em 2 de março de 1962. Um dia depois, os golpistas estabeleceram o Conselho Revolucionário da União da Birmânia como o órgão governante do país. Em abril de 1962, o Conselho Revolucionário introduziu o Caminho Birmanês para o Socialismo e o declarou a ideologia de estado da Birmânia. O Conselho Revolucionário então fundou o Partido do Programa Socialista da Birmânia (BSPP) como o partido de vanguarda do país em 4 de julho de 1962. Em 1974, Ne Win introduziu uma nova constituição e substituiu o Conselho Revolucionário pela Assembleia Popular, que consistia apenas de membros do BSPP. O nome oficial do país também foi alterado de União da Birmânia [b] para República Socialista da União da Birmânia. [c]
A governança de Ne Win na Birmânia foi caracterizada pelo totalitarismo, isolacionismo, superstição, xenofobia e rejeição às políticas da Guerra Fria. Ne Win governou a Birmânia como um ditador, servindo como Presidente do Conselho Revolucionário (mais tarde Presidente da Birmânia) e Primeiro-Ministro da Birmânia, chefe de Estado e chefe de governo do país, respectivamente. A nacionalização das principais indústrias e a rejeição do investimento estrangeiro levaram a declínios catastróficos no crescimento econômico e nos padrões de vida.
Em 1988, protestos em massa conhecidos como Revolta 8888 pressionaram os funcionários do BSPP, incluindo Ne Win, a renunciar em massa e adotar um sistema multipartidário. Entretanto, em 18 de setembro de 1988, o Tatmadaw deu um golpe contra o BSPP, encerrou violentamente os protestos e estabeleceu uma nova junta militar, o Conselho de Estado para Restauração da Lei e da Ordem (SLORC).

## Antecedentes
A Birmânia, sob o governo do Primeiro-Ministro U Nu e do governo de coligação liderado pela AFPFL no Parlamento da União, implementou políticas económicas e de bem-estar de esquerda, embora o crescimento económico tenha permanecido lento durante a década de 1950.  Em 1958, a Birmânia estava começando a se recuperar economicamente, mas estava começando a desmoronar politicamente devido a uma divisão na AFPFL governante em duas facções: a AFPFL Limpa liderada por U Nu e Thakin Tin, e a AFPFL Estável liderada por Ba Swe e Kyaw Nyein.  Esta situação persistiu apesar do sucesso inesperado da oferta de "Armas para a Democracia" de U Nu, aceite por U Seinda em Arakan, os Pa-O, alguns grupos Mons e Xãs, mas mais significativamente pelo PVO ter entregue as suas armas.  O Parlamento da União tornou-se muito instável, com U Nu sobrevivendo com dificuldade a um voto de desconfiança apenas com o apoio da oposição Frente Nacional Unida (NUF), que se acredita ter criptocomunistas entre eles.  Os linha-dura no Tatmadaw viram isso como uma ameaça do Partido Comunista da Birmânia (PCB) chegar a um acordo com U Nu através da NUF, e resultou em U Nu convidando o General Ne Win, o Chefe do Estado-Maior do Exército, para servir como primeiro-ministro interino para restaurar a ordem na Birmânia.  Mais de 400 "simpatizantes comunistas" foram presos, dos quais 153 foram deportados para uma colônia penal nas Ilhas Coco no Mar de Andamão. Entre eles estava o líder da NUF, Aung Than, irmão mais velho de Aung San. Jornais como Botahtaung, Kyemon e Rangoon Daily também foram fechados. 
Em 28 de outubro de 1958, Ne Win encenou um golpe de estado interno sob os auspícios de U Nu e restaurou com sucesso a estabilidade política da Birmânia, um período conhecido como o "governo interino de Ne Win", até as eleições gerais de fevereiro de 1960, que retornaram a AFPFL Limpa de U Nu, renomeada como Partido da União, com uma grande maioria.  Ne Win devolveu oficialmente o poder ao vitorioso U Nu em 4 de abril de 1960.  Entretanto, a situação na Birmânia não permaneceu estável por muito tempo devido às petições do movimento federalista Shan, iniciado por Sao Shwe Thaik, o primeiro presidente da Birmânia de 1948 a 1952, e pelos Saopha de Nyaung Shwe. Os federalistas Xãs aspiravam criar uma federação "solta" na Birmânia e eram vistos como um movimento separatista por insistir que o governo birmanês honrasse o direito de secessão em 10 anos, previsto na Constituição de 1947. Ne Win já havia conseguido retirar os poderes feudais dos Xãs Saopha em troca de pensões confortáveis vitalícias em 1959, mas as questões não resolvidas do federalismo e da ordem social continuaram.

## História

### Golpe de Estado de 1962
O governo civil eleito havia perdido grande parte de sua legitimidade em 1962; o público birmanês o via como corrupto, inepto em governar o país e incapaz de restaurar a lei e a ordem. Enquanto isso, o Tatmadaw ganhou popularidade graças à estabilidade criada pelo governo interino de Ne Win. A Birmânia também enfrentou várias crises económicas, religiosas e políticas, particularmente as insurgências de base étnica nas periferias do país e as questões do federalismo e do separatismo.  Menos de dois anos após retornar ao governo civil, Ne Win lançou um segundo golpe de estado apoiado pelos militares em 2 de março de 1962, desta vez sem a bênção de U Nu.
O golpe teve sucesso com pouco derramamento de sangue e seus instigadores estabeleceram o Conselho Revolucionário da União da Birmânia para substituir o Parlamento da União como o órgão supremo de governo da Birmânia. Em Abril de 1962, o Conselho Revolucionário declarou a Birmânia um estado socialista e anunciou o "Caminho Birmanês para o Socialismo" como um modelo para o desenvolvimento económico, diminuindo a influência estrangeira na Birmânia para zero por cento e aumentando o papel dos militares na política.  O Conselho Revolucionário também fundou o Partido do Programa Socialista da Birmânia (BSPP) em 4 de julho de 1962 para separar nominalmente os poderes militares do governo.  No entanto, a liderança do BSPP foi dominada por oficiais militares durante toda a sua história, embora o partido tenha feito tentativas de transição para um partido de massas, como a substituição do Conselho Revolucionário pela Assembleia Popular em 1974. 

### Fracasso do Caminho Birmanês para o Socialismo
A implementação do Caminho Birmanês para o Socialismo afetou negativamente a economia, os padrões educacionais e os padrões de vida do povo birmanês. Organizações de ajuda estrangeira, como a Fundação Ford e a Fundação Ásia, sediadas nos Estados Unidos, bem como o Banco Mundial, não foram mais autorizadas a operar no país.  Só era permitida a ajuda de governo para governo. Além disso, o ensino da língua inglesa foi reformado e transferido para as escolas secundárias, enquanto antes começava no jardim de infância. O governo também implementou amplas restrições de visto para cidadãos birmaneses, especialmente quando seus destinos eram países ocidentais. Em vez disso, o governo patrocinou a viagem de estudantes, cientistas e técnicos para a União Soviética e Europa Oriental, a fim de receberem formação e “combaterem anos de influência ocidental” no país.  Da mesma forma, os vistos para estrangeiros foram limitados a apenas 24 horas. 
Além disso, a liberdade de expressão e a liberdade de imprensa foram amplamente restringidas. As publicações em língua estrangeira foram proibidas, assim como os jornais que publicavam “notícias falsas de propaganda”.  O Conselho de Fiscalização da Imprensa (agora a Divisão de Fiscalização e Registro da Imprensa), que censura todas as publicações até hoje, incluindo jornais, periódicos, anúncios e cartuns, foi estabelecido pelo Conselho Revolucionário por meio da Lei de Registro de Impressores e Editores em agosto de 1962. O Conselho Revolucionário criou a Agência de Notícias da Birmânia (BNA) para servir como um serviço de distribuição de notícias no país, substituindo efetivamente o trabalho de agências de notícias estrangeiras. Em setembro de 1963, The Vanguard e The Guardian, dois jornais birmaneses, foram nacionalizados. Em Dezembro de 1965, a publicação de jornais privados foi proibida pelo governo. 
O impacto na economia birmanesa foi extenso. A Lei de Nacionalização Empresarial, aprovada pelo Conselho Revolucionário em 1963, nacionalizou todas as principais indústrias, incluindo o comércio de importação e exportação, o arroz, a banca, a mineração, a teca e a borracha em 1 de junho de 1963.  No total, cerca de 15.000 empresas privadas foram nacionalizadas.  Além disso, os industriais foram proibidos de estabelecer novas fábricas com capital privado. Isso foi particularmente prejudicial para os anglo-birmaneses, os indianos birmaneses e os britânicos, que estavam desproporcionalmente representados nessas indústrias.
A indústria petrolífera, que antes era controlada por empresas americanas e britânicas, como a General Exploration Company e a East Asiatic Burma Oil, foi forçada a encerrar as operações. Em seu lugar estava a estatal Burma Oil Company, que monopolizava a extração e a produção de petróleo. Em Agosto de 1963, seguiu-se a nacionalização das indústrias básicas, incluindo grandes armazéns, armazéns e lojas grossistas.  Também foram introduzidos conselhos de controle de preços.
A Lei de Nacionalização Empresarial afetou diretamente os estrangeiros na Birmânia, particularmente os indianos birmaneses e os chineses birmaneses, ambos influentes no setor econômico como empreendedores e industriais. Em meados de 1963, 2.500 estrangeiros por semana deixavam a Birmânia.  Em setembro de 1964, aproximadamente 100.000 cidadãos indianos deixaram o país. 
O mercado negro tornou-se uma característica importante da sociedade birmanesa, representando cerca de 80% da economia nacional durante o período do Caminho Birmanês.  Além disso, a disparidade de rendimentos tornou-se uma questão socioeconómica importante.  Ao longo da década de 1960, as reservas cambiais da Birmânia diminuíram de 214 milhões de dólares em 1964 para 50 milhões de dólares em 1971, enquanto a inflação disparou.  As exportações de arroz também diminuíram, de 1.840.000 toneladas em 1961-62 para 350.000 toneladas em 1967-68, resultado da incapacidade da produção de arroz de satisfazer a demanda causada pelas altas taxas de crescimento populacional.
No 1º Congresso do Partido do Programa Socialista Birmanês (BSPP), em 1971, várias pequenas reformas econômicas foram feitas, à luz dos fracassos da política econômica adotada ao longo da década de 1960. O governo birmanês pediu para voltar a integrar o Banco Mundial, juntou-se ao Banco Asiático de Desenvolvimento e procurou mais ajuda e assistência estrangeira.  O “Plano Vinte Anos”, um plano económico dividido em cinco fases de implementação, foi introduzido, a fim de desenvolver os recursos naturais do país, incluindo a agricultura, a silvicultura, o petróleo e o gás natural, através do desenvolvimento estatal.  Estas reformas trouxeram os padrões de vida de volta aos níveis anteriores à Segunda Guerra Mundial e estimularam o crescimento económico.  No entanto, em 1988, a dívida externa havia aumentado para US$ 4,9 bilhões, cerca de três quartos do PIB nacional, e a tentativa posterior de Ne Win de tornar o quiate baseado em denominações divisíveis por 9, um número que ele considerou auspicioso, levou à eliminação de milhões de economias do povo birmanês, resultando na Revolta 8888.  
O caminho birmanês para o socialismo foi amplamente descrito pelos estudiosos como um "fracasso abjecto" que transformou um dos países mais prósperos da Ásia num dos mais pobres do mundo.  A Birmânia sofreu um aumento significativo da pobreza, da desigualdade, da corrupção e do  isolamento internacional,   e foi descrita como "desastrosa".  O PIB per capita real da Birmânia aumentou de 159,18 dólares americanos em 1962 para 219,20 dólares americanos em 1987, ou cerca de 1,3% ao ano, uma das taxas de crescimento mais fracas do Leste Asiático durante este período, mas ainda positiva.  O programa também pode ter servido para aumentar a estabilidade interna e evitar que a Birmânia se envolvesse tanto nas lutas da Guerra Fria que afetaram outras nações do Sudeste Asiático. 